# Caupolicán Molina
Caupolicán Molina fue un médico argentino del siglo XIX que sirvió en el área de sanidad militar en el Ejército Argentino especialmente durante la Guerra de la Triple Alianza.

## Biografía
Nació en Tucumán el 12 de septiembre de 1833 hijo de Tiburcio Molina y de Mercedes Posse
Estudió en el Colegio de Ciencias e ingresó en la Facultad de Medicina de la Universidad de Buenos Aires el 5 de febrero de 1851.

### Guerras civiles
Mientras cursaba segundo año tuvo lugar el sitio de Buenos Aires por las tropas de Justo José de Urquiza por lo que debió interrumpir sus estudios al ser convocado a prestar servicios como practicante en uno de los cuerpos de defensa de la ciudad.
En 1855 se lo destacó al sur de la provincia para asistir a las tropas destacadas por el Estado de Buenos Aires para defender la frontera con el indio. Lucio V. Mansilla, comandante del regimiento 2 de línea estacionado en el pueblo bonaerense de Rojas, unidad a la que Molina había sido asignado, diría de él que era «médico de poca ciencia y de gran talento: tenía eso que sus afines llaman ojo médico y curaba, cómo, no sé, pero siempre curaba».
En 1856 formó parte del Regimiento de Dragones de Buenos Aires estacionado en la frontera norte de la provincia en previsión de un nuevo conflicto con la Confederación Argentina, donde entabló amistad con el coronel Emilio Mitre. Reiniciada la guerra civil intervino en la Batalla de Cepeda (1859), tras la que fue promovido a cirujano mayor.
El 11 de junio de 1860 presentó finalmente su tesis, que dedicó al coronel Emilio Mitre, y se doctoró con diploma de honor.
Regresó a la frontera norte y con el grado de cirujano general intervino en la batalla de Pavón.

### Guerra del Paraguay
En 1864 regresó a Buenos Aires como jefe del servicio sanitario.
Al comenzar la guerra la Guerra del Paraguay en 1865, Argentina no contaba con una organización de sanidad militar adecuada, y carecía de personal, instrumental y ambulancias suficientes. Iniciados los primeros combates sólo se contaba con un médico recibido, Pedro Mallo. El 9 de mayo de 1865 se creaba el Cuerpo Médico encabezado por el cirujano mayor (grado de coronel) Hilario Almeyra y los cirujanos principales (teniente coronel) Manuel de Biedma, Caupolicán Molina y Joaquín Diaz de Bedoya.
Molina actuó en los hospitales de sangre de Concordia y Paso de los Libres y asistió a los combates de Estero Bellaco, Yataytí-Corá, Sauce y Boquerón, Tuyutí y Curupaytí. Tras esta acción recibió una felicitación de Bartolomé Mitre y el agradecimiento del mariscal Manuel Luis Osório por los servicios prestados a los heridos de las fuerzas brasileras.

### La fiebre amarilla
Regresó a Buenos Aires y el 21 de abril de 1867 se hizo cargo de la administración del Hospital Militar de Retiro (Buenos Aires). Desde esas funciones le tocó enfrentar la epidemia de cólera en Buenos Aires (1867) y la de fiebre amarilla de 1871. El 21 de abril de 1871 cayó enfermo y falleció tres días después pese a la asistencia del cirujano del ejército Juan MacDonald.

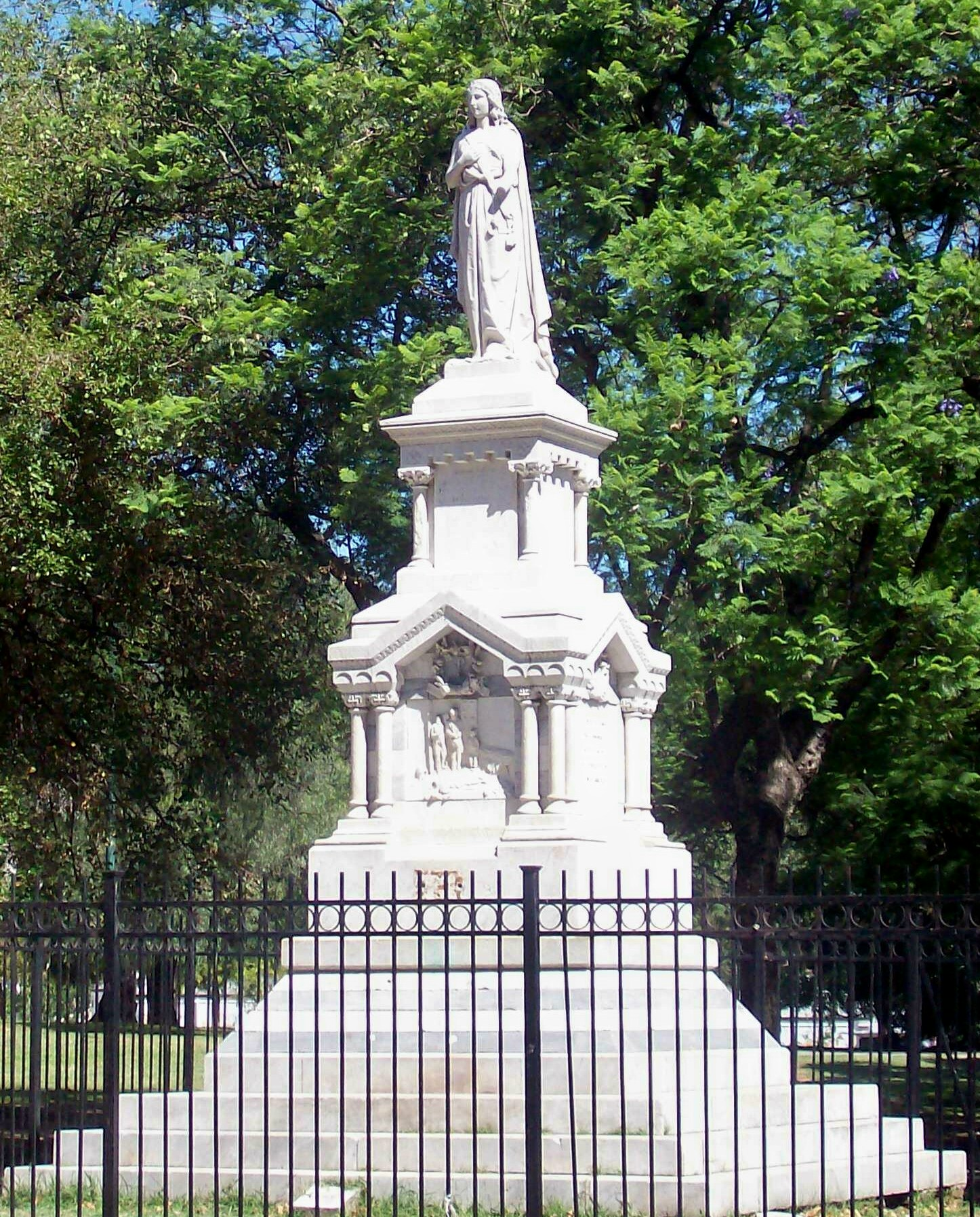
Parque Ameghino. Monumento a las víctimas de la fiebre amarilla de 1871.

Sus restos fueron despedidos por el general Bartolomé Mitre el 26 de abril de 1871. El presidente argentino dijo de Molina que «fue un hombre bueno y un hombre fuerte en el sentido del amor y del bien (...) durante tres meses de congojosa fatiga en que no ha descansado ni un sólo día, ni una sola noche, combatiendo sin tregua por los demás hasta rendir la suya propia en holocausto á la santa religión de la caridad y del austero deber valientemente cumplido y deliberadamente aceptado».
Por ley 728 del 16 de agosto de 1871 se concedió a su viuda e hijos una pensión de 5000 pesos mensuales.
Su nombre está inscrito en el monumento recordatorio a los caídos por la peste en el Parque Florentino Ameghino de Buenos Aires.
Una escuela en Villa María, Tucumán, lleva su nombre.